# تار عنکبوت (داستان)
تار عنکبوت (به ژاپنی: 蜘蛛の糸) داستان کوتاهی از ریونوسوکه آکوتاگاوا داستان‌نویس ژاپنی است. این داستان کوتاه نخستین بار در سال ۱۹۱۸ و در مجله کودکانه آکای توری چاپ شد.

## خلاصه داستان
داستانی دربارهٔ ترحم بودا بر مردی سنگدل و جانی که در جهنم گرفتار آمده‌است.